# Lidan
Lidan és un riu suec a la província històrica de Västergötland i a l'actual Comtat de Västra Götaland. El Lidan desemboca al llac Vänern a Lidköping. D'aquí el nom de la ciutat: Lid-köping. El riu neix a l'altiplà d'Ulricehamn. Al riu hi habita l'Aspius. El riu fa 93 km de llarg i la seva conca és de 2.262 km².